# 木糠布甸

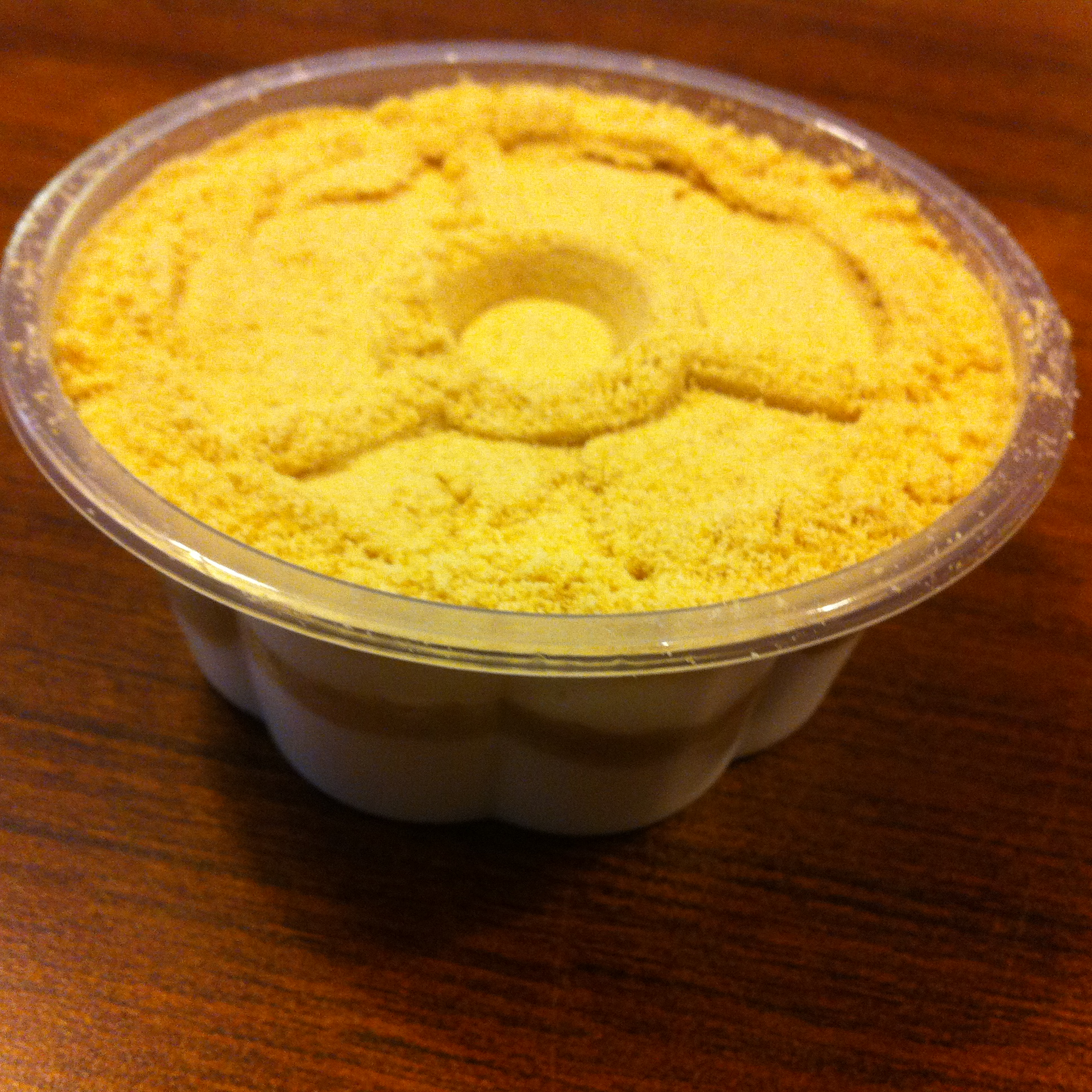
木糠布甸

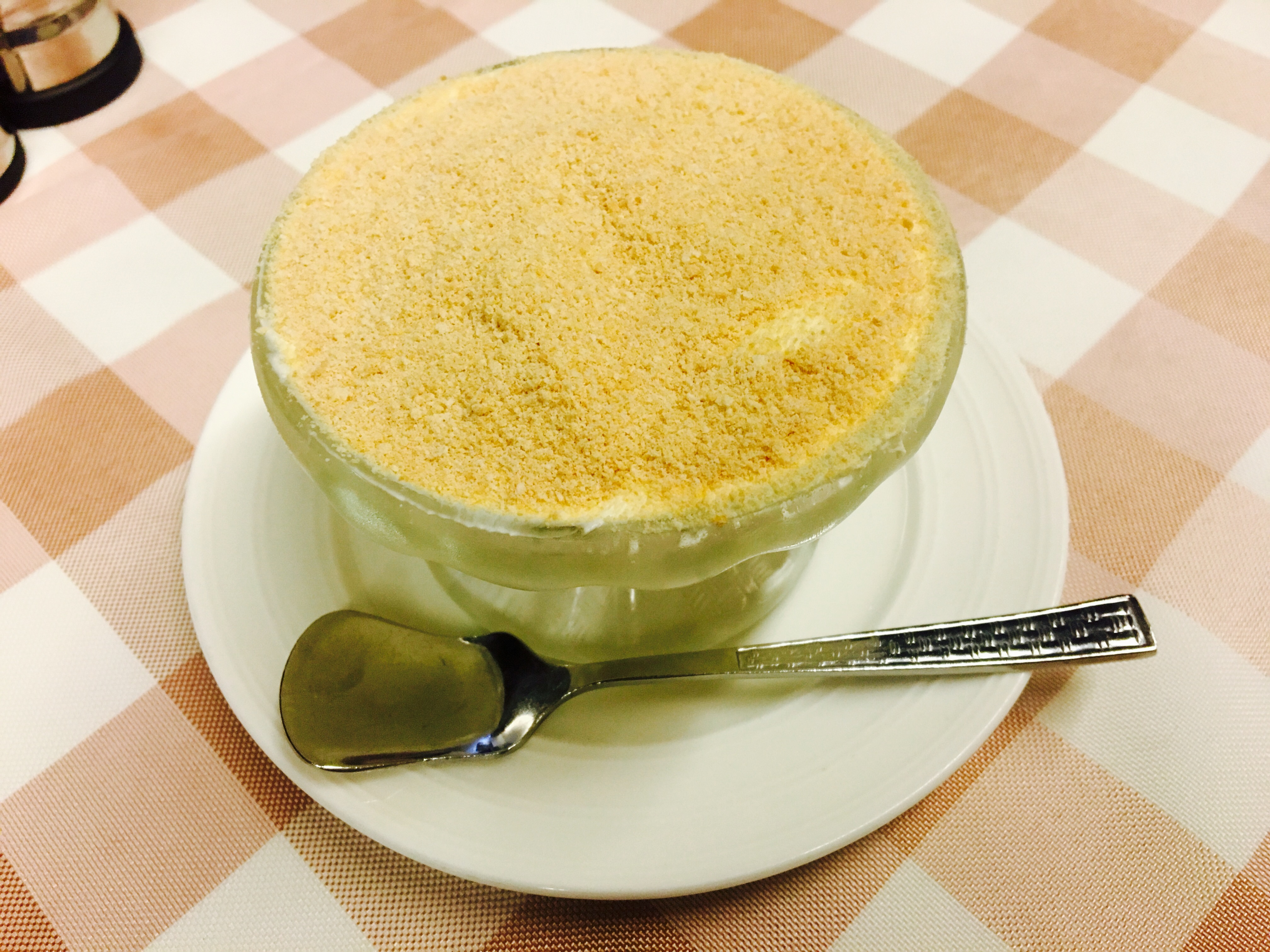
澳门一家葡国餐厅的木糠布甸

木糠布甸，葡文名稱為Serradura，是葡萄牙食品；是澳門常見的甜品其中之一。

## 作法
木糠是指餅乾碎。它是由輕度打發與加糖處理的鮮奶油、餅碎逐層擺放，經冷凍而制成的， 最後一層通常都是鋪餅碎。

## 起源
這個甜點來自葡萄牙，聞名於澳門。在香港、印度果阿邦（前葡萄牙殖民地）以及各葡萄牙和西班牙語國家和地區均可找到它。

## 參看
- 提拉米蘇

1. ↑  . CNN Travel. 12 November 2013  [26 March 2016]. （原始内容存档于2017-06-26）.